# Округ Луиза (Ајова)
Округ Луиза (енгл. Louisa County) је округ у америчкој савезној држави Ајова.

## Демографија
По попису из 2010. године број становника је 11.387, што је 796 (-6,5%) становника мање 2000. године.
| Група             | 2000.          | 2010.         |
| Белци             | 10.529 (86,4%) | 9.309 (81,8%) |
| Афроамериканци    | 31 (0,3%)      | 60 (0,5%)     |
| Азијати           | 24 (0,2%)      | 102 (0,9%)    |
| Хиспаноамериканци | 1.537 (12,6%)  | 1.797 (15,8%) |
| Укупно            | 12.183         | 11.387        |